# Acceglio
Acceglio (en français Acceil) est une commune italienne de la province de Coni, dans la région Piémont.

## Géographie
Acceglio est la dernière commune du val Maira avant la frontière française. Le principal hameau est situé le long du torrent Maira, qui donne le nom à la vallée.

## Histoire
Au début du XIIIe siècle, la commune d'Acceglio est intégrée au marquisat de Saluces, en constituant avec douze autres communes du val Maira une sorte de république libre. Elles reconnaissaient formellement l'autorité du marquis, qui leur concédait une certaine indépendance. 

Dès le XVIe siècle, la commune fut dominée par la France, et le calvinisme s'y répandit. Sous prétexte de combattre l'hérésie, le duc Charles Emmanuel Ier de Savoie conquit le territoire, qui, à partir de ce moment, suivit l'histoire de la maison de Savoie et du royaume d'Italie.

En 1600 lors de la guerre franco-savoyarde, le fort d'Acceglio, fut pris par les troupes françaises.
Grâce à sa proximité à la frontière française, la commune a eu un rôle important pendant la Seconde Guerre mondiale : à Saretto, en 1944, les maquis français et les partisans italiens signèrent un accord d'alliance et de coopération (voir accords de Saretto).

## Économie
L'économie d'Acceglio est basée sur l'élevage et sur le tourisme. Grâce à son environnement intact, aux montagnes dépassant 3 000 mètres, à la richesse des témoignages du passé et de la vie en montagne, le territoire de la commune est idéal pour le trekking, la pratique du VTT, pour l'alpinisme et l'escalade. Pour héberger les randonneurs et les alpinistes, il y existe divers refuges et bivouacs :
- Refuge Campo Base - 1 650 m ;
- Rifugio Stroppia - 2 259 m ;
- Bivacco Barenghi - 2 815 m ;
- Bivacco Enrico e Mario - 2 650 m.

## Culture
Les hameaux de la commune ont maintenu leur structure médiévale.
Dans la commune, il y a deux musées : « La Misoun d'en Bot » (La maison d'autres fois) et le Musée d'Art Sacré du haut val Maira.

## Administration
| Période                                  | Période  | Identité          | Étiquette                      | Qualité |
| ---------------------------------------- | -------- | ----------------- | ------------------------------ | ------- |
| depuis 2008                              | En cours | Riccardo Benvegnù | lista civica Uniti per Accegli |         |
| Les données manquantes sont à compléter. |          |                   |                                |         |

### Hameaux
Bargia (1 401 m),
Chialvetta (1 494 m),
Chiappera (1 614 m), 
Colombata (1 576 m), 
Frere (1 196 m),
Gheit (1 372 m), 
Lausetto (1 510 m), 
Ponte Maira (1 404 m), 
Pratorotondo (1 639 m), 
Saretto (1 533 m), 
Villar (1 375 m).

### Communes limitrophes
Argentera, Bellino, Canosio, Prazzo en Italie, et Saint-Paul-sur-Ubaye et Val d'Oronaye en France.